# Sepulcro-Hilario
Sepulcro-Hilario település Spanyolországban, Salamanca tartományban. Sepulcro-Hilario Martín de Yeltes, Cabrillas, Abusejo, Tamames, Puebla de Yeltes és Aldehuela de Yeltes községekkel határos. Lakosainak száma 157 fő (2024).

## Népesség
A település népessége az elmúlt években az alábbi módon változott:
| Lakosok száma | 286  | 253  | 222  | 212  | 197  | 179  | 181  | 176  | 163  | 157  |
|               | 2001 | 2004 | 2007 | 2009 | 2012 | 2014 | 2017 | 2019 | 2022 | 2024 |